# Epicratinus yoda
Espèce
Epicratinus yoda est une espèce d'araignées aranéomorphes de la famille des Zodariidae.

## Distribution
Cette espèce est endémique du Brésil. Elle se rencontre dans les États d'Alagoas,  du Pernambouc, du Paraíba et de Bahia.

## Description
Le mâle holotype mesure 3 mm et la femelle paratype 3,4 mm.

## Systématique et taxinomie
Cette espèce a été décrite par Gonçalves et Brescovit en 2024.

## Étymologie
Cette espèce est nommée en référence à Yoda. 

## Publication originale
- Gonçalves & Brescovit, 2024 : « Description of nine new species of the Neotropical spider genus Epicratinus Jocqué & Baert, 2005 (Araneae: Zodariidae). » Zootaxa, no 5428(4), p. 451-479.